# Bécaud (album)
Pour les articles homonymes, voir Bécaud (homonymie).
Albums de Gilbert Bécaud
À l'Olympia 1967
(1967) Olympia 70
(1970)
bécaud est un album studio de Gilbert Bécaud, sorti le 20 février 1969. 
L'opus, sous les directions musicales de Bernard Gérard, Jean-Claude Vannier, Raymond Bernard et Yvor Raymonde, comprend dix nouveaux titres dont Monsieur Winter Go Home et L'un d'entre eux inventa la mort.

## Autour de l'album
Référence originale : 33 tour 30cm La Voix de son Maître EMI - 2 C064-10 045 

## Titres

### Face A
1. L'un d'entre eux inventa la mort (Dieu est mort) (Pierre Delanoë/Gilbert Bécaud) [6 min 00 s]
2. Tu me r'connais pas (Maurice Vidalin/Gilbert Bécaud) [3 min 00 s]
3. Mon grand'père le militaire (Maurice Vidalin, Pierre Delanoë/Gilbert Bécaud) [2 min 50 s]
4. Les Enfants du dimanche (Pierre Delanoë/Gilbert Bécaud) [2 min 15 s]
5. La Fin d'un grand amour... c'est d'abord du silence (Louis Amade/Gilbert Bécaud) [3 min 15 s]

### Face B
1. Monsieur Winter go home (Maurice Vidalin/Gilbert Bécaud) [4 min 05 s]
2. Moi, je m'en vais demain (Maurice Vidalin/Gilbert Bécaud) [3 min 00 s]
3. Les Créatures de rêve (Pierre Delanoë/Gilbert Bécaud) [2 min 30 s]
4. Il s'en va mon garçon (Pierre Delanoë/Gilbert Bécaud) [3 min 25 s]
5. Badabing, beng, bong (Maurice Vidalin/Gilbert Bécaud) [2 min 40 s]

## Version CD sur le coffretl'Essentiel(2011)
45T de 1968
- 11. La grande roue (Maurice Vidalin/Gilbert Bécaud)
- 12. La cinquième saison (Louis Amade/Gilbert Bécaud)
- 13. Les cerisiers sont blancs (Maurice Vidalin/Gilbert Bécaud)
- 14. On prend toujours un train pour quelque part (Louis Amade/Gilbert Bécaud)
- 15. Au magasin d'antiquités (Pierre Delanoë/Gilbert Bécaud)
- 16. Ma petite lumière (Maurice Vidalin/Gilbert Bécaud)
- 17. Le bateau miracle (Maurice Vidalin/Gilbert Bécaud)

45T de 1969
- 18. Vivre (Pierre Delanoë/Gilbert Bécaud)
- 19. La cavale (Pierre Delanoë/Gilbert Bécaud)
- 20. Silly Symphonie (Maurice Vidalin/Gilbert Bécaud)

45T de 1970
- 21. Je t'aimerai jusqu'à la fin du monde (Louis Amade/Gilbert Bécaud)
- 22. À remettre à mon fils quand il aura seize ans (Louis Amade/Gilbert Bécaud)
- 23. L'homme et la musique (Pierre Delanoë/Gilbert Bécaud)

## Crédits
- Directions musicales : B. Gérard, JC. Vannier, R. Bernard, I. Raymonde.
- Solistes : Y. Riolan, P. Lemarchand, P. Dor'Ragon, H. Katz, H. Tissier